# Берестейсько-Граєвська залізниця
Берестейсько-Граєвська залізни́ця — одна із залізниць Російської імперії, побудована 1873 року на кошти приватного капіталу — Товариства Берестейсько-Граєвської залізниці

## Історія
30 квітня 1871 року затверджено статут Товариства Берестейсько-Граєвської залізниці. 1873 року залізницю протяжністю 195 верст (разом зі сполучною колією Старосільці - Білосток - 199,1) від станції Берестя-Центральний до станції Граєво. 1878 року увійшла до складу Південно-Західних залізниць як частина лінії Козятин - Граєво. Загальна протяжність лінії складала 656 верст. 
Спогадом про цю лінію слугують Граївський парк станції Козятин, а також місцевості Київка і Граєвка у Бересті.

## Станції
- Берестя (нині Берестя-Центральне)
- Лищиці
- Високо-Литовськ
- Кліщелі
- Григорівці
- Більськ
- Страбля
- Левицька
- Старосільці з відгалуженням до станції Білосток Санкт-Петербург—Варшавської залізниці
- Книшин
- Моньки
- Осовець
- Граєво, за 4 версти на північ пролягав кордон із Прусією та знаходилася перша станції Пруських залізниць - Просткен-Зальцведен